# Oblast de Belgorod
L'oblast de Belgorod (en russe : Белгоро́дская о́бласть, Belgorodskaïa oblast) est un sujet fédéral (oblast) de Russie. Il couvre une superficie de 27 134 km2 et a une population totale de 1 550 137 habitants (2016). Sa capitale administrative est Belgorod.
Depuis mai 2023, l'oblast est devenu une zone de combat de la guerre en Ukraine, avec des incursions de combattants russes pro-Ukrainiens dans la région ainsi que des bombardements.

## Géographie

### Géographie physique
L’oblast de Belgorod est situé au sud du plateau central de Russie. Cet oblast est limitrophe de l’oblast de Koursk au nord et au nord-ouest, de l’oblast de Voronej à l’est et de l’Ukraine à l'ouest et au sud. Il s'étend du nord au sud sur une distance maximale de 190 km et sur 270 km d'est en ouest. 
Ses principales rivières sont la Tikhaïa Sosna, le Donets et son tributaire l'Oskol qui appartiennent au bassin hydrographique du Don. Les autres fleuves importants de la région sont deux affluents du Dniepr : la Vorskla et le Psel. Au total, on recense 5 000 kilomètres de cours d'eau dans la région. Il y a quatre lacs de barrage parmi lesquels le réservoir de Belgorod est le plus vaste avec sa superficie de 27 km2. 
Le sol de l’oblast est fait de tchernozioms bien fertile (77 % du territoire), presque 17 % du territoire est couvert d'alfisols. Le relief de l'oblast est constitué par un grand nombre de collines de craie. L'érosion est assez forte, des ravines sont extrêmement nombreuses. Il y a bien des sources d'eau. Au nord de la région se situe l'anomalie magnétique de Koursk. Ce gisement de minerai de fer est l'un des plus importants du monde. Les villes près desquelles se trouvent les carrières sont Stary Oskol et Goubkine.

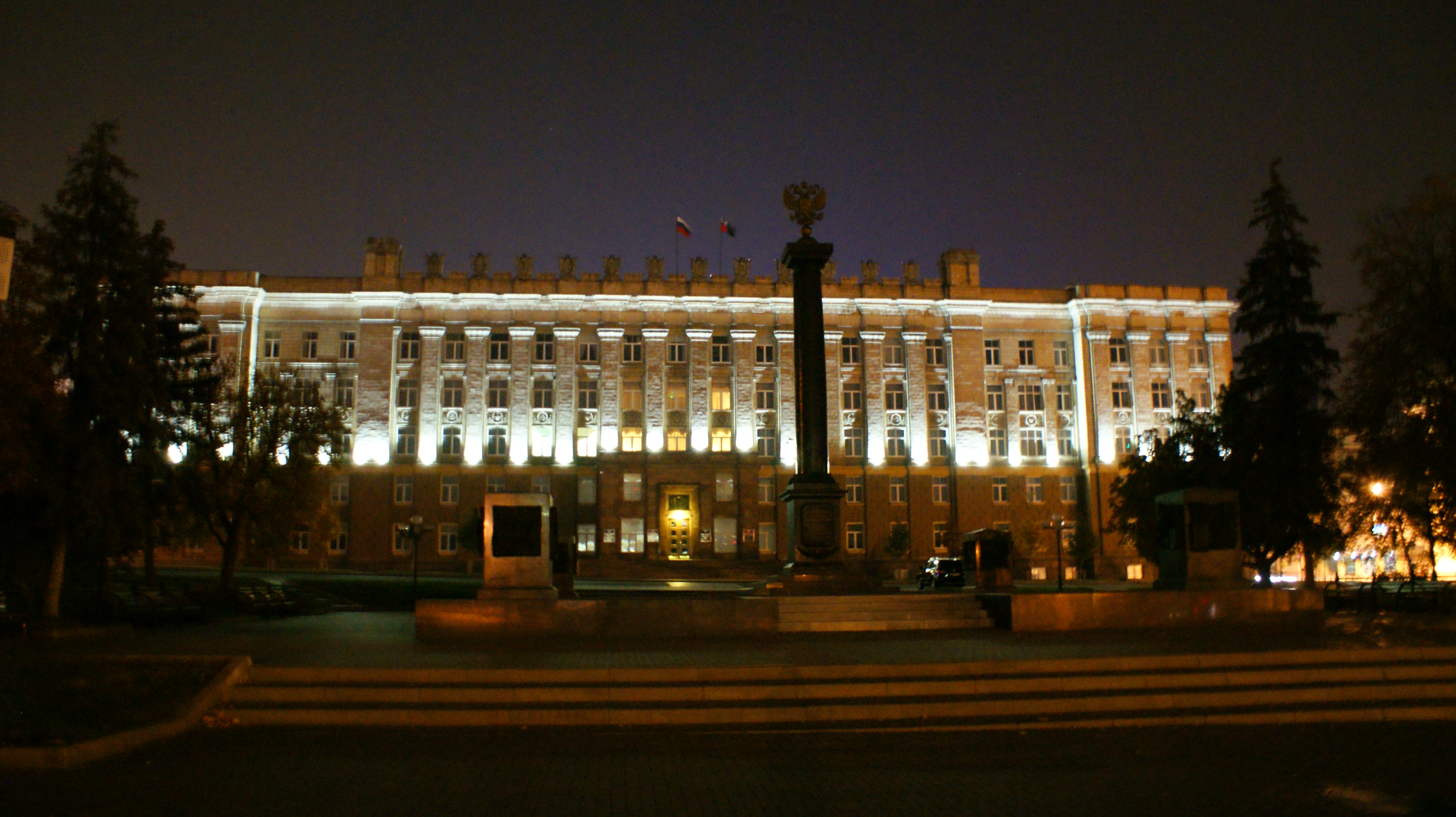
Siège de l'administration de l'oblast, à Belgorod.
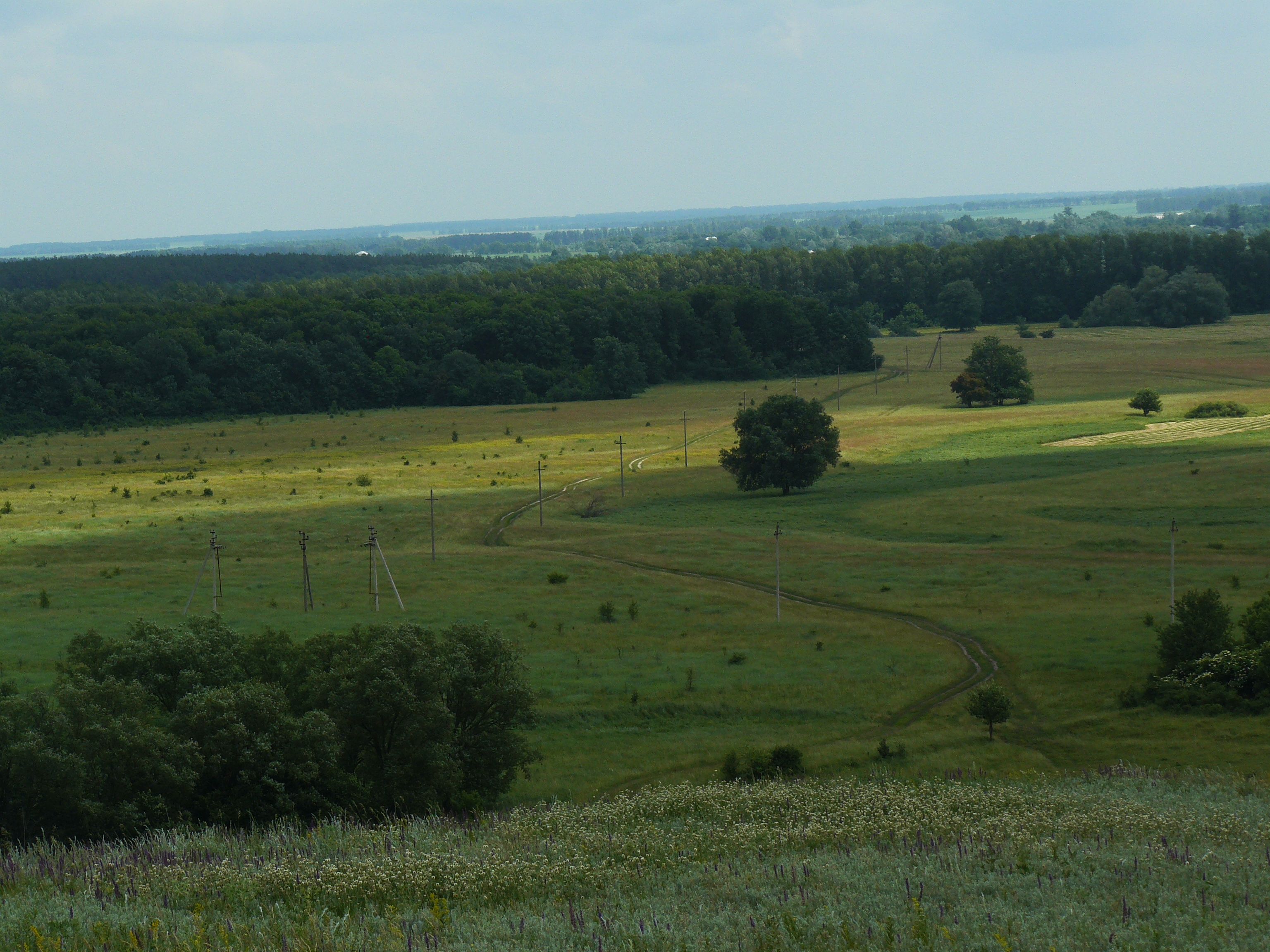
Paysage agricole dans le raïon de Graïvoron, un des 21 raïons de l'oblast.

## Population et société

### Démographie
| 2002      | 2016      | 2021      | - | - |
| --------- | --------- | --------- | - | - |
| 1 511 620 | 1 550 137 | 1 541 259 | - | - |

| Année | Fécondité | Fécondité urbaine | Fécondité rurale |
| ----- | --------- | ----------------- | ---------------- |
| 1990  | 1,91      | 1,74              | 2,39             |
| 1991  | 1,72      | 1,55              | 2,20             |
| 1992  | 1,57      | 1,41              | 2,02             |
| 1993  | 1,44      | 1,30              | 1,81             |
| 1994  | 1,45      | 1,32              | 1,81             |
| 1995  | 1,39      | 1,24              | 1,78             |
| 1996  | 1,30      | 1,17              | 1,66             |
| 1997  | 1,19      | 1,08              | 1,49             |
| 1998  | 1,17      | 1,05              | 1,51             |
| 1999  | 1,10      | 1,00              | 1,41             |
| 2000  | 1,15      | 1,05              | 1,45             |
| 2001  | 1,15      | 1,05              | 1,44             |
| 2002  | 1,20      | 1,11              | 1,46             |
| 2003  | 1,24      | 1,15              | 1,52             |
| 2004  | 1,22      | 1,14              | 1,45             |
| 2005  | 1,18      | 1,10              | 1,40             |
| 2006  | 1,24      | 1,15              | 1,46             |
| 2007  | 1,34      | 1,25              | 1,58             |
| 2008  | 1,42      | 1,32              | 1,68             |
| 2009  | 1,41      | 1,32              | 1,64             |
| 2010  | 1,40      | 1,30              | 1,64             |
| 2011  | 1,43      | 1,34              | 1,66             |
| 2012  | 1,52      | 1,42              | 1,77             |
| 2013  | 1,53      | 1,40              | 1,86             |
| 2014  | 1,54      | 1,41              | 1,91             |
| 2015  | 1,56      | 1,48              | 1,76             |
| 2016  | 1,55      | 1,50              | 1,66             |
| 2017  | 1,39      | 1,34              | 1,50             |
| 2018  | 1,36      | 1,30              | 1,49             |
| 2019  | 1,29      | 1,24              | 1,40             |

## Culture locale et patrimoine

Patrimoine classé (sélection) :
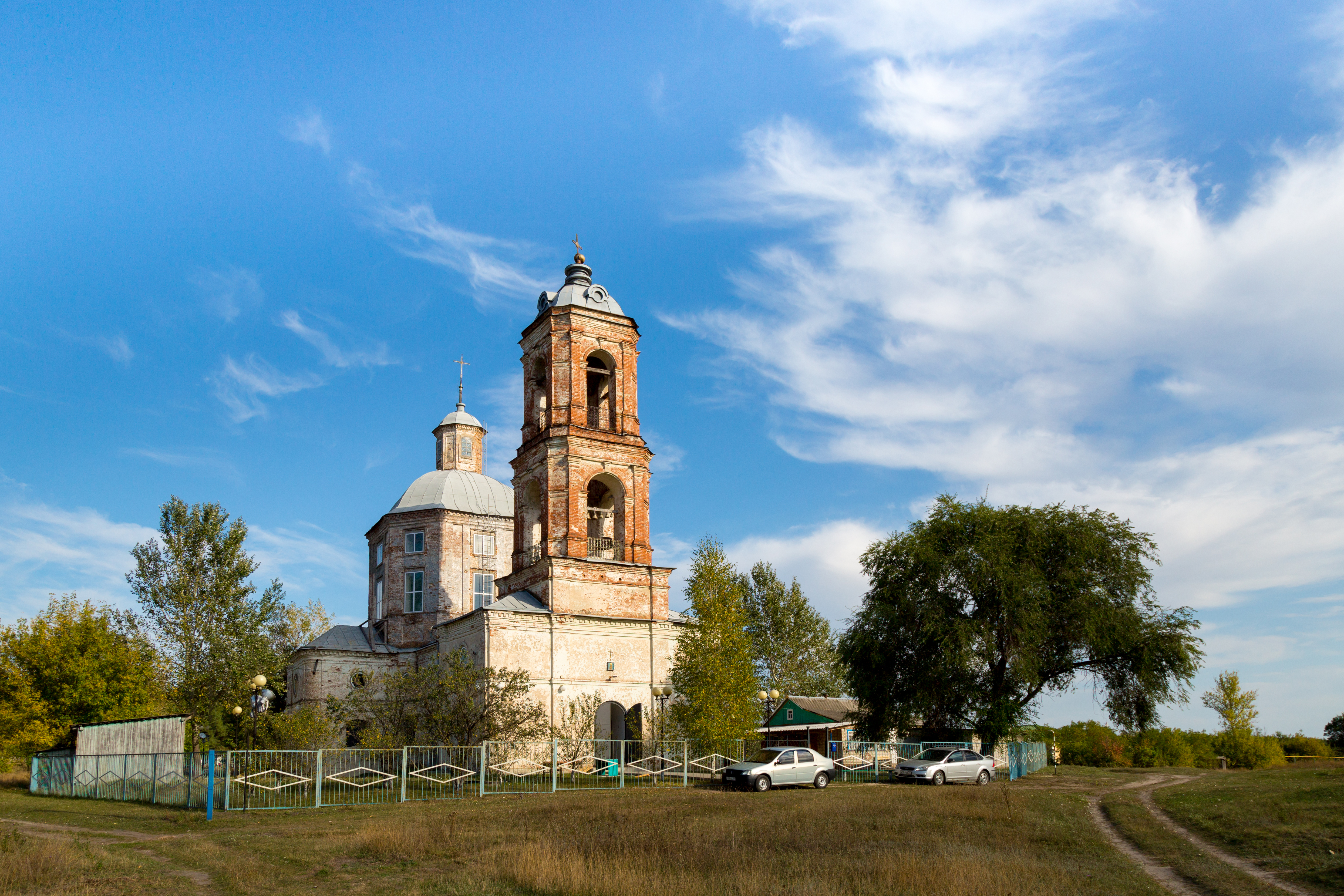
Église de Saint-Jean l'Évangéliste de Korovino.
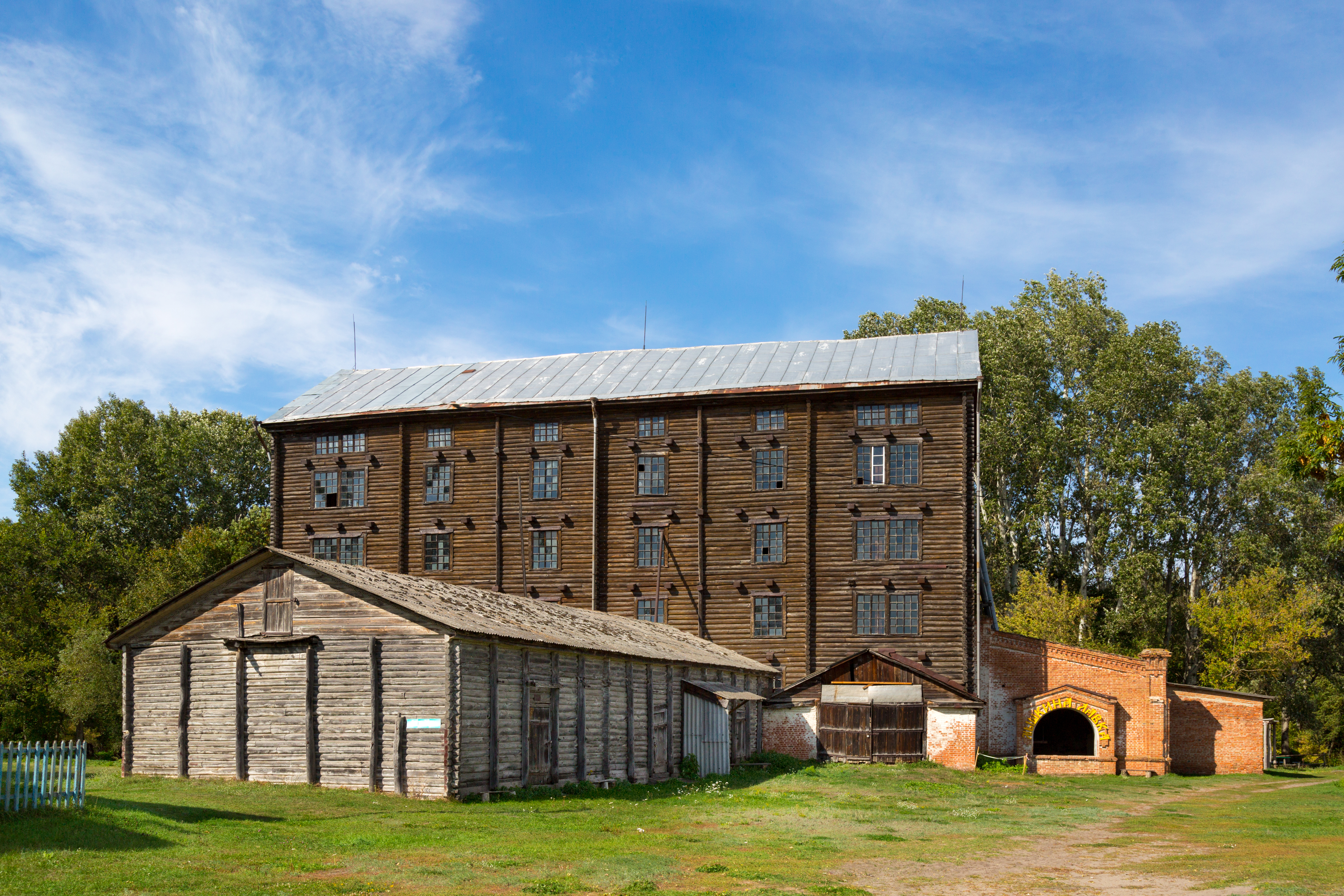
Moulin en bois de Novoivanovka.
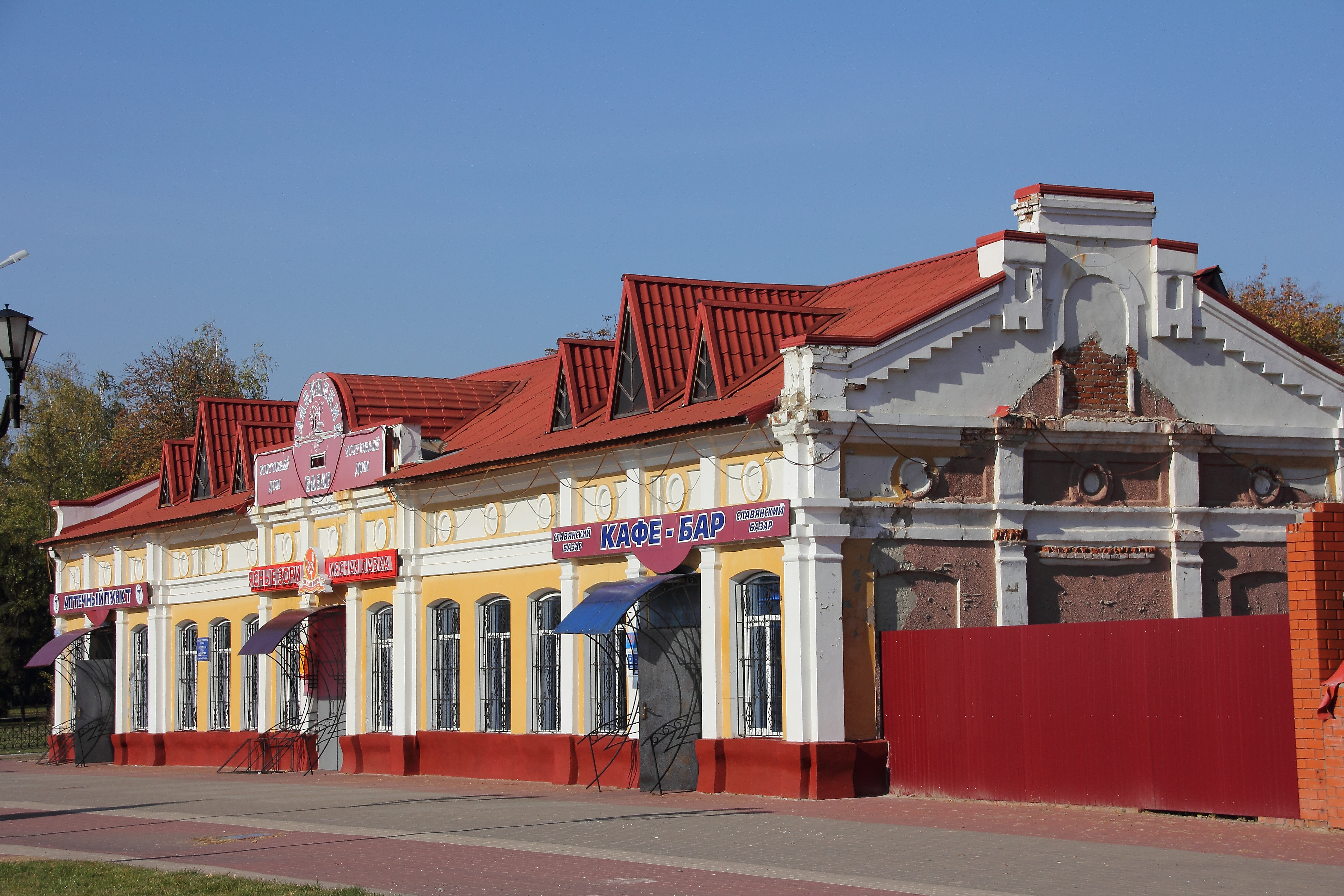
Arcades commerciales de Graïvoron.